# 陳達志
陳達志（1947年—）， 籍貫廣東台山，綽號「Ba叔」，柏雅娛樂公司主席，是香港本地主流娛樂業投資者及推動者，前身是經營成衣生意，因為牛仔褲品牌「Abba」而名揚，被尊稱為「Ba叔」。 陳達志因為人緣廣，所以涉足內地娛樂事業、在香港及中國大陸以及海外籌辦大型演唱會，也很知名。甚至，陳達志的生意發展至旅遊、地產發展、電器、環保及餐飲業等。
在2005年9月，陳達志的發展出現一個重要的轉捩點。之前，陳達志曾任中國環保電力控股有限公司的主席。  
2006年4月9日，陳達志在法庭認罪，以污點證人出庭指控中科環保前主席韓明光。
2011年7月11日，陳達志被裁定挪用及詐騙兩間上市公司資金罪名成立，在區域法院被判囚3年，並禁止擔任公司董事8年。

## 電影演出
- 2004年：《我要做Model》飾 七叔
- 2005年：《殺破狼》飾 Ba叔

## 外部連結
- http://hk.news.yahoo.com/060904/60/1sfn9.html%5B%5D